# Buscher Hof (Remscheid)
Der Buscher Hof ist eine Hofschaft im Remscheider Stadtbezirk Lüttringhausen. Sie liegt zwischen Lennep und Kranen.

## Geschichte
Die Hofschaft war ehemals Teil der Lenneper Außenbürgerschaft. Sie trug einst den Namen „Auf dem Hofe zum Busch“, da die angrenzenden Wege hinab in den Schmittenbusch führten. Die Anwohner lebten früher ausschließlich von der Landwirtschaft.
Eines der fünf Kinder des dort wohnenden Dietrich Clarenbach war Sohn Adolf, der zunächst die Schule in Lennep und danach die höhere Schule in Münster besuchte. 1517 legte Adolf Clarenbach das Magisterexamen ab, arbeitete danach in verschiedenen Städten und kehrte im April 1527 ins Bergische Land zurück, wo er wegen der Verbreitung der Lehren Martin Luthers bald in Konflikte mit den Kreuzherren in Beyenburg geriet.
Er predigte in einer Scheune nahe seinem Geburtshaus. Drei Jahre später zog es ihn wieder nach Köln, wo er als Ketzer verurteilt und auf dem Scheiterhaufen am 28. November 1529 hingerichtet wurde. Ein Denkmal zu seinen Ehren errichtete man 1729 in Sichtweite des Buscherhofs an einer Durchgangsstraße.
Im Zweiten Weltkrieg befand sich am Buscher Hof eine Flak-Stellung, von der aus Flugzeuge beschossen wurden, die Anflüge auf Remscheid und Umgebung planten.

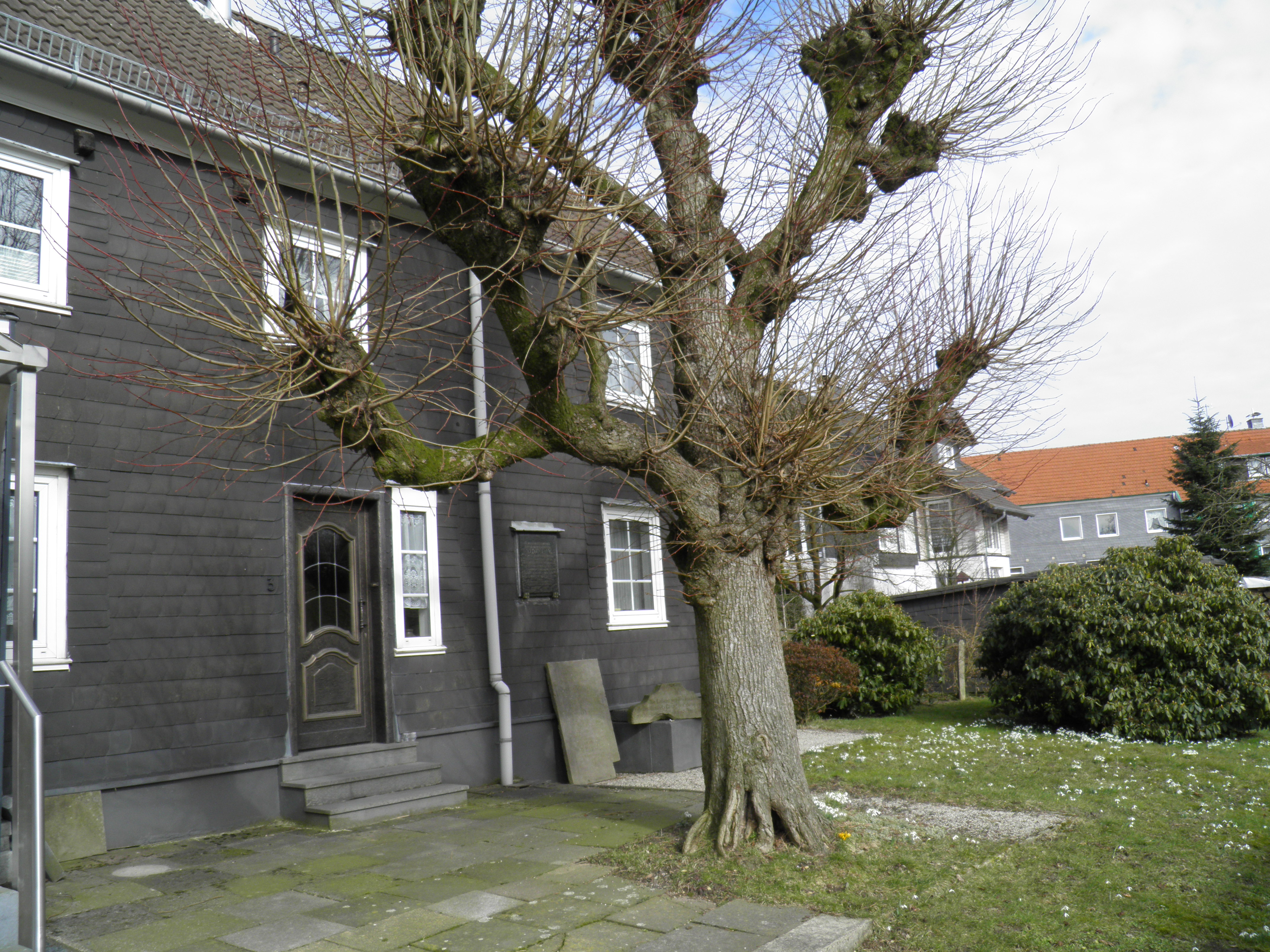
Geburtshaus Adolf Clarenbachs am Buscher Hof in Lüttringhausen
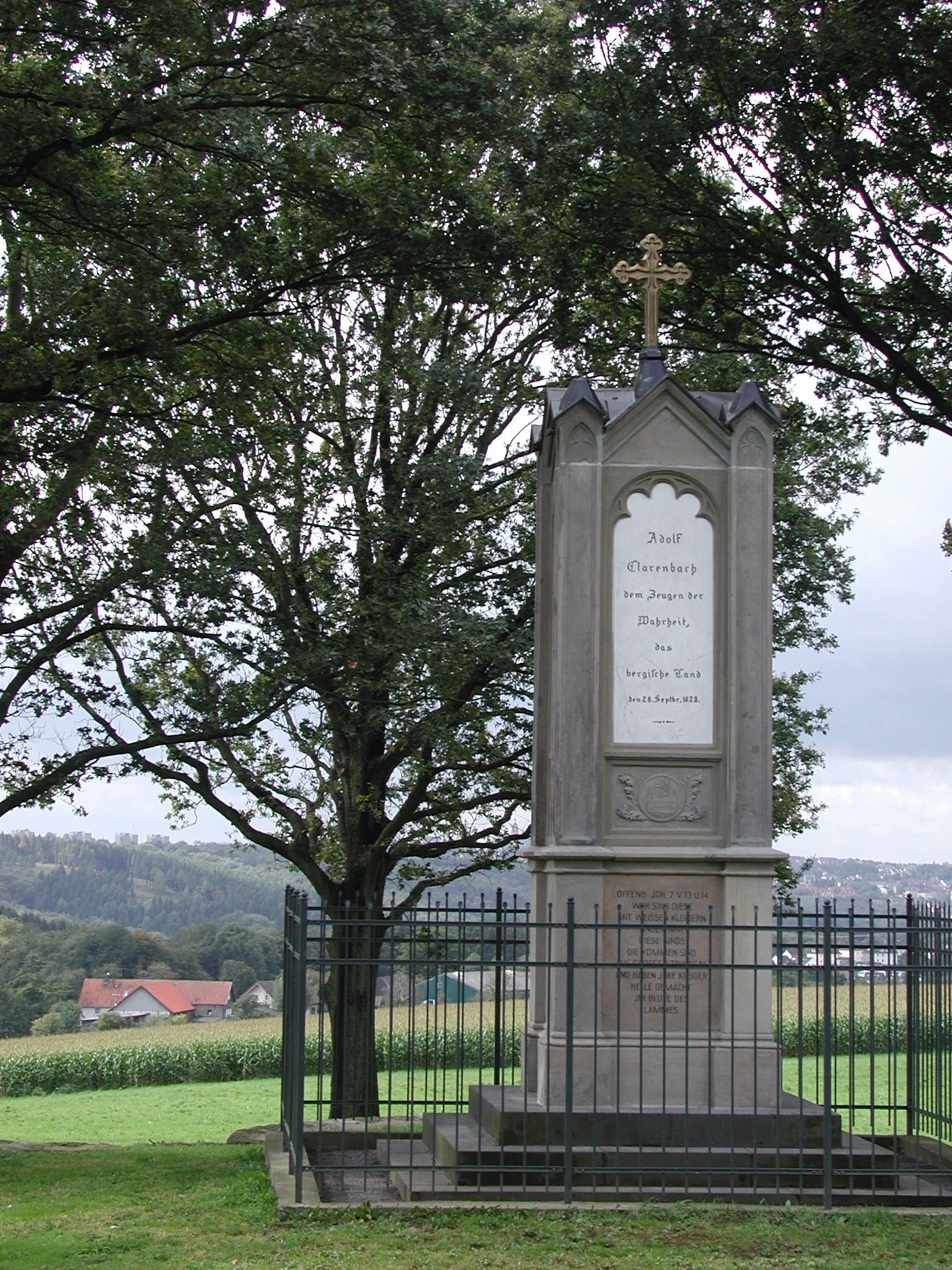
Clarenbach-Denkmal mit Buscher Hof im Hintergrund
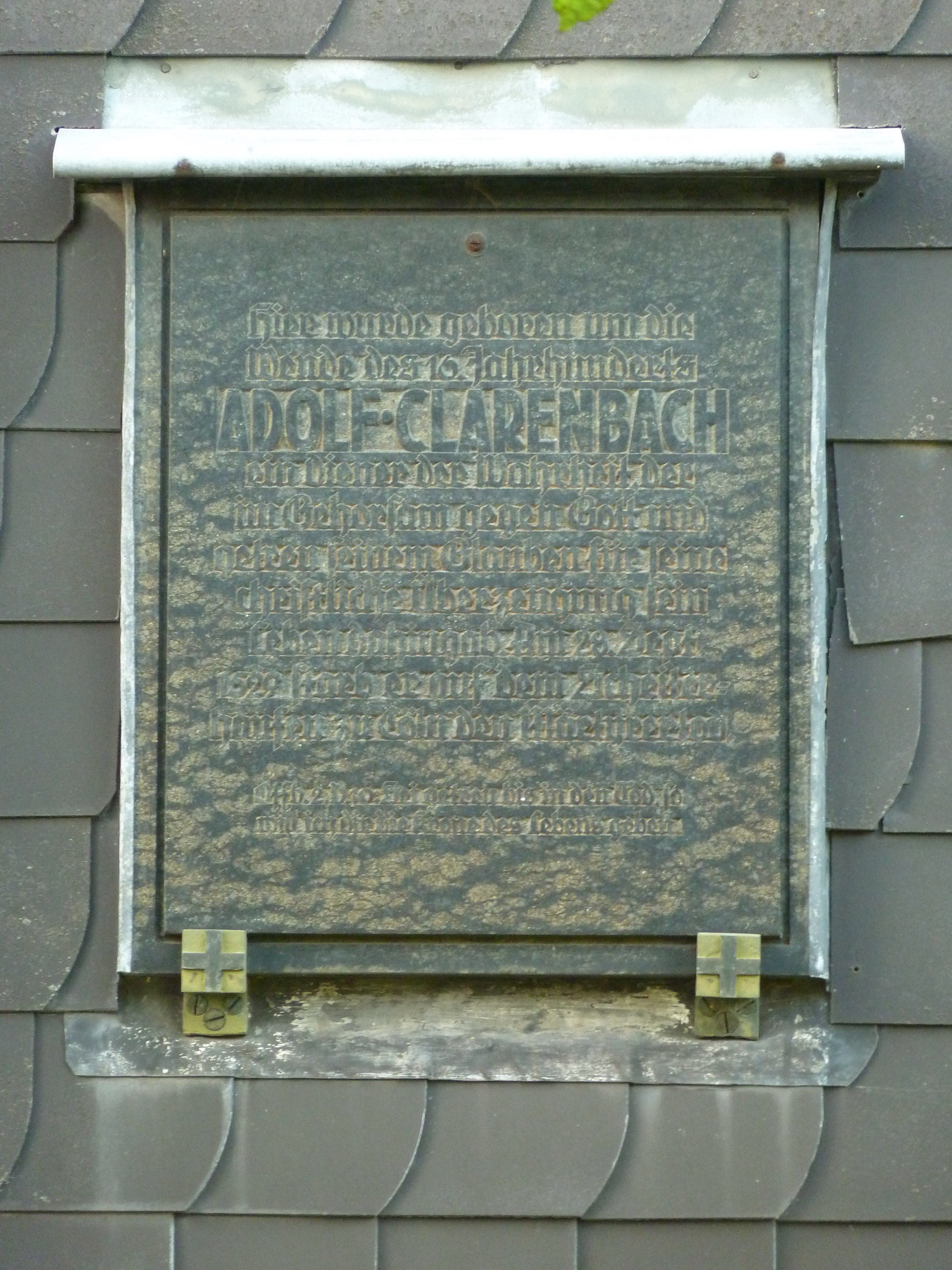
Gedenktafel an den Reformator Adolf Clarenbach an seinem Geburtshaus

## Geografie
Eine schmale Stichstraße bindet den Buscher Hof an die Lüttringhauser Straße an. Der Buscherhofbach entspringt hier, versorgt zwei kleine Teiche und mündet letztlich in den Oberlauf des Morsbachs. Wanderwege zweigen hier in verschiedene Richtungen ab – ferner ein Fußweg zum Lüttringhauser Ortskern.

## Infrastruktur
Am Buscherhof gibt es noch einen landwirtschaftlichen Betrieb sowie seit Jahrzehnten eine umfangreiche Reitanlage des Remscheider Reit- und Fahrvereins, bestehend aus einer großen Reithalle und dem Waldreitplatz, wo jährlich die „Remscheider Reitertage“ mit internationaler Besetzung und einer vierstelligen Teilnehmerzahl stattfinden.